# Pandemia de COVID-19 en Oceanía
La pandemia de COVID-19 en Oceanía comenzó el 25 de enero de 2020 con el primer caso confirmado informado en Melbourne, Australia. Después de dos años del inicio de la pandemia, se extendió a todos los estados soberanos y territorios dependientes de Oceanía. Australia y Nueva Zelanda fueron elogiados por su manejo de la pandemia, en comparación con otras naciones occidentales. Sin embargo, como resultado de la alta transmisibilidad de la variante delta y ómicron, a finales de 2021, los estados australianos de Nueva Gales del Sur y Victoria habían reconocido la derrota en sus esfuerzos de erradicación. Nueva Zelanda también abandonó su estrategia de eliminación. Los últimos países en declarar el inicio de la pandemia fueron: Tonga, el 29 de octubre de 2021; Nauru, el 2 de abril de 2022 y Tuvalu, el 19 de mayo de 2022.

## Estadística por país
| País/Territorio                 | Casos      | Fallecidos | Recuperados | Ref.                 |
| ------------------------------- | ---------- | ---------- | ----------- | -------------------- |
| Australia                       | 11,800,893 | 22,892     | 11,769,911  | [ 7 ] [ 8 ] [ 9 ]    |
| Nueva Zelanda                   | 2,497,753  | 5,032      | 2,488,309   | [ 10 ]               |
| Hawái                           | 407,887    | 2,078      | 403,385     | [ 11 ] [ 12 ]        |
| Nueva Caledonia                 | 80,064     | 314        | 79,605      | [ 13 ]               |
| Polinesia Francesa              | 78,653     | 649        | 77,276      | [ 14 ] [ 15 ]        |
| Fiyi                            | 69,117     | 885        | 67,226      | [ 16 ]               |
| Guam                            | 61,139     | 415        | 60,681      | [ 17 ]               |
| Papúa Nueva Guinea              | 46,842     | 670        | 46,168      | [ 18 ]               |
| Estados Federados de Micronesia | 26,547     | 65         | N/A         | [ 19 ]               |
| Islas Salomón                   | 24,575     | 153        | 16,357      | [ 20 ] [ 21 ]        |
| Tonga                           | 16,865     | 13         | 15,638      | [ 22 ] [ 23 ]        |
| Samoa                           | 16,778     | 31         | 1,605       | [ 24 ] [ 25 ]        |
| Islas Marshall                  | 16,138     | 17         | 16,121      | [ 26 ]               |
| Islas Marianas del Norte        | 14,318     | 41         | 13,124      | [ 27 ] [ 28 ]        |
| Vanuatu                         | 12,019     | 14         | 11,997      | [ 29 ] [ 30 ]        |
| Samoa Americana                 | 8,359      | 34         | 5,958       | [ 31 ] [ 32 ]        |
| Islas Cook                      | 7,151      | 2          | 7,149       | [ 33 ]               |
| Palaos                          | 6,249      | 9          | 6,239       | [ 34 ]               |
| Nauru                           | 5,393      | 1          | 5,347       | [ 35 ] [ 36 ]        |
| Kiribati                        | 5,085      | 24         | 2,703       | [ 37 ] [ 38 ]        |
| Wallis y Futuna                 | 3,550      | 8          | 447         | [ 39 ] [ 40 ] [ 41 ] |
| Tuvalu                          | 2,943      | 1          | N/A         | [ 42 ] [ 43 ]        |
| Isla de Pascua                  | 1,771      | 0          | 1,766       | [ 44 ]               |
| Isla Norfolk                    | 1,072      | 0          | 1,051       | [ 45 ] [ 46 ]        |
| Niue                            | 893        | 0          | 889         | [ 47 ]               |
| Tokelau                         | 80         | 0          | 5           | [ 48 ] [ 49 ] [ 50 ] |
| Islas Pitcairn                  | 14         | 0          | 4           | [ 51 ] [ 52 ]        |

Nota: La información estadística de esta tabla puede diferir de los informes oficiales y los datos de la OMS; y se incluyen casos históricos que pueden haber arrojado positivo en la prueba de diagnóstico. En algunos casos, estos resultados positivos de las pruebas fueron informados por los medios de comunicación y/o autoridades sanitarias pertinentes como casos confirmados.

## Situación por país

### Australia
La pandemia de COVID-19 en Australia inició el 25 de enero de 2020 en Melbourne, Victoria. Un hombre que regresó de Wuhan, China, dio positivo por COVID-19.
El 20 de marzo Australia cerró todas sus fronteras a los extranjeros. El 21 de marzo el gobierno impuso las normas de distanciamiento social y los gobiernos estatales comenzaron a cerrar servicios "no esenciales" de reunión social, como pubs y clubes. Pero a diferencia de muchos otros países, los servicios esenciales no incluían la mayoría de las operaciones comerciales como la construcción, la fabricación y muchas categorías de venta minorista.
El número de casos nuevos inicialmente creció drásticamente, luego, alrededor del 22 de marzo, se estabilizó en aproximadamente 350 por día, y comenzó a caer a principios de abril a menos de 20 casos por día a finales del mes. Una segunda ola de contagios en Victoria, que se atribuyó a un brote en un hotel de Melbourne utilizado para poner en aislamiento a las llegadas internacionales, surgió durante el período de mayo a junio. La segunda ola fue mucho más extendida y mortal que la primera; en su apogeo, el estado tenía más de 7000 casos activos. La ola terminó el 26 de octubre con cero casos activos registrados.
En comparación con otros países occidentales, especialmente Estados Unidos y los países europeos, el control de la pandemia en Australia ha sido elogiado por su efectividad y reacciones rápidas, aunque hubo algunas críticas por el exceso de confianza después del segundo brote.

#### Isla Norfolk
En marzo de 2020, como medida de precaución, el Consejo Regional de la Isla Norfolk impuso una prohibición de viaje de 32 días y declaró el estado de emergencia. El administrador Eric Hutchinson afirmó que las medidas eran necesarias debido a la capacidad sanitaria extremadamente limitada de la isla remota. Las medidas de confinamiento empezaron a levantarse a partir del 6 de mayo de 2020.
Tras los brotes en los estados y territorios del este de Australia a mediados de 2021, la Isla Norfolk implementó más restricciones. Los paquetes de soporte de COVID-19 están disponibles para las empresas y los residentes de la Isla Norfolk. A partir de agosto de 2021, más del 60% de los residentes han recibido su primera dosis de la vacuna contra el COVID-19.
El 30 de diciembre de 2021, la Isla Norfolk anunció sus 2 primeros casos positivos al COVID-19. El 1 de enero de 2022, se identificaron 4 casos más. Hasta el 3 de abril de 2022, se han registrado 149 casos positivos y 128 recuperados en el territorio.

### Chile

#### Isla de Pascua (Rapa Nui)
El 19 de marzo de 2020, el gobierno local de Isla de Pascua (Rapa Nui) ordenó el cierre de la isla y solicitó a LATAM Airlines que evacuara a todos los turistas en la isla. El 24 de marzo, se notificó el primer caso de coronavirus en la isla, seguido de un segundo caso en los días siguientes. A principios de abril de 2020, se habían registrado 5 casos confirmados. Todos los casos se habían recuperado después de algunas semanas. El 1 de julio, después de 100 días sin casos de COVID-19, se reabrieron las escuelas en la isla. Las medidas de seguridad incluyen el uso de máscaras faciales y la toma de temperatura de los estudiantes al ingresar a la escuela. El 2 de septiembre aterrizó un avión con 262 pasajeros procedentes de Chile. Las pruebas PCR fueron tomadas por personal de salud del hospital de Hanga Roa, lo que confirmó que llegaran a la isla 4 nuevos casos, todos asintomáticos.
En octubre de 2021, se llevó a cabo un referéndum sobre la reapertura de la isla a los turistas a partir de enero de 2022. La propuesta fue rechazada por los isleños. Hasta el 3 de abril de 2022, el gobierno de Chile ha registrado 48 casos confirmados, 0 muertes y 48 recuperados en la Isla de Pascua.

### Estados Federados de Micronesia
El 3 de febrero de 2020, David W. Panuelo, presidente de los Estados Federados de Micronesia, había firmado una declaración que prohibía a los ciudadanos de Micronesia viajar a China y otros países afectados por la pandemia. A partir del 18 de marzo, todas las escuelas del país habían cerrado por posibles casos sospechosos.
El primer caso se confirmó el 8 de enero del 2021 en un marino que fue puesto, junto con el resto de la tripulación de la embarcación, en cuarentena preventiva en Pohnpei. El mismo día, el presidente del país, David W. Panuelo, ofreció un discurso televisado en el que instó a sus ciudadanos a "mantener la calma", ya que la situación se encuentra "bajo control". A fines de enero, el caso se consideró negativo e histórico después de las pruebas posteriores de anticuerpos y antígenos, dejando al territorio libre de COVID-19 otra vez.
El 25 de abril de 2022, se identificaron 2 casos positivos de COVID-19 en el estado de Kosrae. Las personas se encuentran aisladas de su grupo de repatriación y permanecen asintomáticos.

### Estados Unidos

#### Hawái
La pandemia de COVID-19 en Hawái afectó todos los aspectos de la vida en el estado, demolió su economía, cerró sus escuelas y tensó su sistema de atención médica, aunque hasta fines de 2020, experimentó una propagación mucho menor que cualquier otro estado de Estados Unidos.
Las islas de Niihau, Kahoolawe y las islas del noroeste de Hawái no tienen casos reportados. 352 residentes de Hawái fueron diagnosticados fuera del estado. El 94% de los casos en Hawái ocurrieron entre residentes locales.

#### Islas Marianas del Norte
Hasta el 3 de abril de 2022 se han confirmado 11,065 casos; 33 muertes y 10,947 recuperados.

#### Samoa Americana
Se confirmó que la pandemia de Covid-19 llegó a la Samoa americana el día 9 de noviembre con la detección de los 3 primeros casos en un barco portacontenedores Fesko Askold. Para el 12 de enero de 2022 había 18 casos confirmados, 0 fallecidos y 3 recuperados. Hasta el 12 de febrero de 2022 se han confirmado 57 casos, 0 fallecidos y 3 recuperados.

### Francia

#### Nueva Caledonia
El 18 de marzo de 2020 se confirmaron los dos primeros casos de COVID-19 en Nueva Caledonia. El gobierno ordenó el cierre de lugares públicos, como restaurantes, bares y casinos, durante dos semanas. De las cuarenta pruebas realizadas el 21 de marzo, se confirmaron dos nuevos casos, lo que elevó el número total a 4. El 24 de marzo se informó que los casos de COVID-19 ascendieron a 9. El 27 de marzo se notificó un nuevo caso importado y elevó el total de la colectividad a 15. Para el 7 de mayo, los 18 casos registrados se habían recuperado. En ese momento, no había casos activos. El 28 de mayo, se registra un nuevo caso después de casi dos meses de registrar el último.  El 15 de julio se informó un nuevo caso, lo que elevó el número total de casos confirmados a 22. Hasta diciembre de 2020, no había transmisión comunitaria. Sin embargo, las fuerzas de seguridad de Francia que respondieron a las protestas de 2020 en Nueva Caledonia dieron positivo. Los líderes de la provincia de las Islas de la Lealtad de Nueva Caledonia prohibieron a estas fuerzas de seguridad visitar sus islas porque se les permitió salir antes de la cuarentena obligatoria. Al 31 de diciembre de 2020, la colectividad de Nueva Caledonia registró 38 casos confirmados.
El 7 de marzo de 2021 se notificaron los primeros casos de transmisión local en la colectividad, detectándose 9 casos positivos fuera de cuarentena en viajeros de la colectividad de Wallis y Futuna, donde también se notificó un brote comunitario. Esto elevó la cifra de casos confirmados a 67. Para el 5 de abril, los casos de COVID-19 en Nueva Caledonia se incrementaron a 121. El 11 de agosto de 2021 se confirmaron 134 casos, de los cuales 76 se habían registrado después del 7 de marzo. Al 5 de septiembre, el gobierno notificó 136 casos confirmados, incluyendo los casos comunitarios del 7 de marzo. El 6 de septiembre de 2021, Nueva Caledonia notificó tres casos de la variante Delta en la comunidad. Estos tres casos no estaban conectados e involucraban a personas que no han viajado, lo que sugiere que el virus está circulando en la comunidad. En respuesta, las autoridades sanitarias iniciaron una investigación para identificar contactos y la cadena de transmisión. El 7 de septiembre se informan 4 nuevos casos, elevando el total de casos confirmados a 143. El 8 de septiembre, la administración provincial de las Islas de la Lealtad confirmó que cuatro personas en la isla de Lifou habían dado positivo por COVID-19. Ese mismo día, el gobierno de Nueva Caledonia confirmó que siete pacientes con COVID-19 estaban hospitalizados en Numea, incluido un paciente trasladado desde Lifou. Además, el gobierno de Nueva Caledonia había confirmado un total de 16 casos activos con seis de ellos en cuidados intensivos en Numea. Ninguno de estos individuos había sido vacunado. El 9 de septiembre se registró 51 nuevos casos, elevando el total de casos a 253; además se notificó la primera muerte relacionada con la COVID-19. Para el 15 de septiembre, los casos se dispararon a 2,460; de los cuales 2,386 estaban relacionados al brote del 6 septiembre. También se reportaron 7 decesos. El 17 de septiembre se informó de 3,401 casos confirmados, donde 3,327 estaban registrados desde el 6 de septiembre; además ocurrieron 16 decesos. Posteriormente, el gobierno de Nueva Caledonia empezó a registrar los casos después del 6 de septiembre. A finales de octubre de 2021, se registró 10,909 casos y 264 fallecidos. Para el 31 de diciembre, los casos registrados superaron los 12,000 y se registraron 281 muertes.
El 23 de enero de 2022, Radio New Zealand informó que Nueva Caledonia informaba un promedio de 300 nuevos casos diarios después de que la variante Ómicron del SARS-CoV-2 llegara al territorio a principios de enero. A mediados de febrero, los casos confirmados superaron los 42 mil y había 287 muertes. Al 3 de marzo de 2022 se confirmó 56,188 casos y 301 muertes. Hasta el 3 de abril de 2022 se han confirmado 60,294 casos, 311 muertes y 59,727 recuperados.

#### Polinesia Francesa
El 11 de marzo se confirmó el primer caso de COVID-19 en la Polinesia Francesa. La primera paciente fue Maina Sage, miembro de la Asamblea Nacional francesa. El número de casos notificados aumentó a tres el 13 de marzo. El otro nuevo caso de coronavirus se refiere a un turista suizo que se enfermó en el atolón de Fakarava en las islas Tuamotu. Según Tahiti Nui Television, el turista también había llegado a la Polinesia Francesa el fin de semana anterior. El individuo fue trasladado de regreso a Tahití, donde las pruebas confirmaron su infección. Mientras tanto, la Polinesia Francesa suspendió el turismo de cruceros durante un mes. El gobierno ha emitido un comunicado diciendo que los barcos con destino a la Polinesia Francesa serán enviados al próximo puerto internacional de su elección. Los barcos dentro de las aguas territoriales de la Polinesia Francesa se dirigen a Papeete para que los pasajeros desembarquen y sean repatriados.
Antes de desembarcar, se debe informar a las autoridades sobre el estado de salud de los pasajeros. Se confirmaron tres nuevos casos el 18 de marzo y cinco el 19 de marzo. El 20 de marzo se anunció un cierre obligatorio a partir de la medianoche.  A partir del 24 de marzo, está prohibida la venta de bebidas alcohólicas. El 27 de marzo de 2020, el Alto Comisionado francés, Dominique Sorain, y el presidente de la Polinesia Francesa anunciaron conjuntamente que se impondría un toque de queda, que duraría desde las 20:00 hasta las 05:00 horas del día siguiente, a partir de este día hasta el 15 de abril.

#### Wallis y Futuna
Se confirmó el primer caso de COVID-19 en la colectividad francesa de Wallis y Futuna el día 16 de octubre de 2020. El 23 de octubre, una nueva prueba PCR para el primer caso, resultó negativo; por lo que la colectividad francesa se declaró libre de COVID-19 otra vez. El 12 de noviembre, se identificó un segundo caso positivo en un vuelo procedente de Francia. El 24 de noviembre, se informó de un tercer caso que se encontraba asintomático. Hasta el 15 de febrero de 2021, la colectividad francesa registró 9 casos importados.
El 6 de marzo de 2021, se confirmó que un paciente ingresado en un hospital local era el primer caso comunitario de COVID-19. El 7 de marzo se detectaron seis nuevos casos locales y otros 12 nuevos casos al día siguiente, con el primer caso confirmado en la isla Futuna. Posteriormente, el 9 de marzo se impuso un bloqueo de 14 días para evitar una mayor propagación. El 10 de marzo, se reportaron 66 casos positivos. El 13 de marzo se registraron 176 casos confirmados; incluyendo los 9 casos importados, registrado hasta febrero de 2021, y 167 casos comunitarios. Después de este comunicado, la colectividad de Wallis y Futuna empezó a registrar los casos después del 6 de marzo de 2021. Para el 18 de marzo, se confirmaron un total de 276 casos positivos. Al 20 de marzo, la colectividad francesa había notificado 302 casos y la primera muerte relacionada con la COVID-19. El 26 de marzo, las muertes por COVID-19 en el territorio se elevaron a 4 y los casos confirmados se incrementaron a 358. El 5 de abril, los casos registrados después del 6 de marzo se incrementaron a 420 y se mantenía el número de decesos en 4. El 29 de abril, se informó de 444 casos confirmados y 7 muertes por COVID-19 en el territorio. El 6 de mayo de 2021 se registró un nuevo caso, elevando la cifra total de casos a 445. El 14 de mayo, se anunció que solo quedaban 2 casos activos en el territorio. Al 20 de mayo, no hay casos activos en Wallis y Futuna. Desde el 6 de marzo de 2021, se registró 445 casos, 7 muertes y 438 recuperados.
Hasta el 20 de marzo de 2022, el gobierno de Wallis y Futuna ha informado de 454 casos (incluidos 445 casos desde el 6 de marzo de 2021 y 9 casos importados) y 7 muertes por COVID-19. 447 casos se han recuperado y no hay casos activos en el territorio.

### Islas Marshall
El 24 de enero de 2020, las Islas Marshall emitieron un aviso de viaje que requiere que cualquier visitante al país haya pasado al menos 14 días en un país libre del virus. El 1 de marzo, la prohibición se amplió a China, Macao, Hong Kong, Japón, Corea del Sur, Italia e Irán. A partir del 18 de marzo, se suspendieron temporalmente todos los viajes internacionales entrantes, así como algunos servicios de vuelos dentro de la isla. Los dos primeros casos positivos de COVID-19 se confirmaron en la Guarnición del Ejército de EE. UU. en el Atolón de Kwajalein (USAG-KA) el 29 de octubre. Ambos fueron puestos en cuarentena controlada. Más tarde, se determinó que un caso era histórico y no infeccioso; el otro caso era un caso activo. Para el 12 de noviembre de 2020, el caso activo se había recuperado. El 19 de noviembre, los dos últimos grupos de repatriación que llegaron a las Islas Marshall desde los EE. UU. tuvieron 3 personas que dieron positivo al COVID-19. Al 23 de diciembre, los 3 casos registrados se habían recuperado y el país registraba oficialmente 4 casos de COVID-19. El 29 de diciembre del 2020, las Islas Marshall se convirtieron en la primera nación independiente del Pacífico en comenzar a vacunar contra la COVID-19. Durante el año 2021, el país se mantuvo libre de COVID-19 con 4 casos recuperados.
El 5 de enero de 2022, tres miembros del Ejército de los EE. UU. dieron positivo al COVID-19, poco después de su llegada a la Guarnición en el Atolón Kwajalein, informaron autoridades del Ejército de EE. UU. El 19 de enero de 2022, el gobierno de las Islas Marshall informa que los 3 casos fronterizos se habían recuperado, dejando al país libre de COVID-19 otra vez. El 15 de abril de 2022, el gobierno anunció 7 casos positivos en un grupo de repatriación de 72 pasajeros que se encontraban en cuarentena en el atolón de Kwajalein.

### Islas Salomón
El primer caso de COVID-19 en las Islas Salomón se confirmó el 3 de octubre de 2020, en relación con un estudiante llegado de Filipinas en un vuelo de repatriación. El 11 y 15 de octubre, se confirmaron dos nuevos casos que se encontraban en el mismo vuelo de repatriación que el primer caso. El 22 de octubre, el ministro de salud, Dr. Culwick Togamana, informa de un cuarto caso positivo al COVID-19. Se trataba de un estudiante que era contacto cercano del segundo caso y que ingresó a la unidad de aislamiento de la NRH con síntomas de la enfermedad; además, se informó que los tres primeros casos positivos estaban recuperados. El 27 de octubre se registran 4 nuevos casos entre futbolistas radicados en el Reino Unido, que habían llegado al país desde Nueva Zelanda. También se informa que el cuarto caso se había recuperado. El 2 de noviembre de 2020, el primer ministro informa de 5 nuevos casos, procedentes del vuelo de repatriación desde Nueva Zelanda; el mismo vuelo donde resultaron 4 futbolistas contagiados. Para el 9 de noviembre, se informó de 3 nuevos casos positivos, lo que elevaba la cifra total de casos confirmados a 16. El 24 de noviembre, el gobierno extiende el estado de emergencia pública e informa que se ha registrado otro caso positivo al COVID-19, elevando el total de contagiados a 17; de los cuales: 6 están recuperados y 11 son casos activos. El 28 de diciembre de 2020, el secretario del Primer Ministro, Jimmie Rodgers, confirmó que el número de personas recuperadas ascendió a 10.
El 8 de febrero de 2021, el primer ministro Manasseh Sogavare anuncia otro caso positivo, ascendiendo el total de casos a 18 y el número de personas recuperados subió a 14. El 29 de marzo, se confirmó otro nuevo caso de COVID-19; antes del anuncio, las Islas Salomón estaban libres de COVID-19 desde que se recuperaron los 18 casos. A inicios de abril de 2021, se reporta un nuevo caso y para el 28 de abril, se anuncia la recuperación del vigésimo caso, dejando a las Islas Salomón libres de COVID-19 otra vez. El 26 de diciembre de 2021, se registran 2 nuevos casos, elevando la cifra total a 22. El 29 de diciembre, el primer ministro anuncia dos nuevos casos, contactos cercanos a uno de los casos recientes, esto elevaba la cifra de contagios a 24. El 7 de enero de 2022, se registra un caso adicional. El 18 de enero de 2022, el primer ministro Manasseh Sogavare confirmó la transmisión comunitaria de COVID-19, después de que diez personas ingresaran ilegalmente a las Islas Salomón en Pelau, Ontong Java; y que seis de ellos dieran positivo al COVID-19. Además, un extranjero de un vuelo desde Brisbane también dio positivo. El total de casos confirmados se elevó a 32. Para el 24 de enero de 2022, los casos de COVID-19 en las Islas Salomón se disparan y alcanzan los 350 casos confirmados. Ante el incremento de casos, el gobierno extiende el bloqueo a la capital Honiara. El 25 de enero, las Islas Salomón reportan sus dos primeras muertes por COVID-19 y el 8 de febrero, se confirma la presencia de la variante delta en el país. Al 3 de abril de 2022 se han confirmado 11,470 casos, 133 fallecidos y 9,700 recuperados.

### Kiribati
El 1 de febrero de 2020, el gobierno de Kiribati suspendió todas las visas de China y exigió a los recién llegados que rellenaran un formulario de salud y que los viajeros de países con el coronavirus pasaran por un período de auto cuarentena. A pesar de no tener ningún caso, el 28 de marzo, el presidente Taneti Maamau declaró el estado de emergencia.
El 18 de mayo de 2021, se registró el primer caso en el territorio. Se trataba de un tripulante de una embarcación llegada de Papúa Nueva Guinea. El 19 de mayo, otro tripulante del mismo barco dio positivo al COVID-19. El gobierno de Kiribati no oficializó estos dos casos; por lo cual, no se incluye en el recuento oficial de casos confirmados. A inicios de enero del 2022, el país reabrió sus fronteras, y el primer vuelo comercial procedente de Fiyi, trajo consigo 36 pasajeros que dieron positivo al COVID-19, posteriormente el gobierno indicó que había un caso comunitario en el país e impuso una cuarentena. Para el 27 de enero, Kiribati confirma más de 100 casos positivos al COVID-19, a medida que aumentan las restricciones gubernamentales. El 2 de febrero de 2022, se confirma la presencia de la variante ómicron y los casos totales en el país superan los 400. Hasta el 3 de abril de 2022, se han confirmado 3,067 casos, 13 fallecidos y 2,585 recuperados. 

### Nauru
El gobierno declaró una emergencia nacional como medida preventiva, suspendiendo todos los vuelos semanales al país e instituyó una cuarentena de 14 días para todas las llegadas. El 15 de diciembre de 2021, Nauru se salvó de su primer caso detectado a tiempo en la frontera marítima y no en su territorio. El 2 de marzo de 2022, el presidente Lionel Aingimea y su delegación se realizaron una prueba rápida de antígenos luego de que se informara que el primer ministro de Australia, Scott Morrison había dado positivo al COVID-19, horas después de reunirse con el presidente de Nauru. La prueba rápida de antígenos arrojó negativo para el presidente y su delegación; sin embargo, el presidente Aingimea tomó precauciones adicionales y decidió hacerse una prueba PCR. Para el 3 de marzo de 2022, el presidente anuncia que él y su delegación habían dado negativo en la prueba PCR. El 2 de abril de 2022, el presidente Lionel Aingimea anunció los dos primeros casos de COVID-19 en el país detectados en cuarentena controlada, procedentes de un vuelo desde Brisbane el 31 de marzo. El presidente anunció que ambas personas se encuentran bien y asintomáticas. El 4 de abril, se anunció de un tercer caso positivo, que era cónyuge de uno de los dos primeros casos. El 11 de abril, el presidente anunció que el país se encontraba libre de COVID-19 otra vez, tras la recuperación de los 3 casos. El 26 de abril, se anunció un cuarto caso, procedente de un vuelo desde Brisbane a Nauru. El paciente presentaba síntomas leves y se encontraba aislado.

### Nueva Zelanda
La pandemia del COVID-19 en Nueva Zelanda es parte de la pandemia en curso de la enfermedad por coronavirus 2019 (COVID-19) causada por el coronavirus tipo 2 del síndrome respiratorio agudo grave (SARS-CoV-2). El primer caso de la enfermedad en Nueva Zelanda se notificó el 28 de febrero de 2020.
Al 29 de julio de 2021 el país había registrado un total de 2.867 casos y 26 personas han muerto a causa del virus, con casos registrados en las veinte áreas de la junta de salud del distrito (DHB). Un total de 2.795 personas se han recuperado de la enfermedad.
La pandemia alcanzó su punto máximo a principios de abril, con 89 nuevos casos registrados por día y 929 casos activos.
Todas las fronteras y puertos de entrada de Nueva Zelanda se cerraron a todos los no residentes el 19 de marzo de 2020, y los ciudadanos y residentes que regresan deben aislarse por sí mismos. Desde el 10 de abril, todos los neozelandeses que regresan del extranjero deben pasar dos semanas de cuarentena supervisada.
El 21 de marzo se introdujo un sistema de alerta de cuatro niveles para gestionar el brote en Nueva Zelanda. El nivel de alerta se estableció inicialmente en el nivel 2, pero posteriormente se elevó al nivel 3 en la tarde del 23 de marzo. A partir del 25 de marzo, el nivel de alerta se trasladó al nivel 4, lo que puso al país en un bloqueo a nivel nacional. El nivel de alerta volvió a bajar al nivel 3 el 27 de abril, levantando parcialmente algunas restricciones del confinamiento, y bajó al nivel 2 el 13 de mayo, levantando el resto de las restricciones de encierro mientras se mantiene el distanciamiento físico y los límites al tamaño de las reuniones. El país bajó al Nivel 1 el 8 de junio, eliminando todas las restricciones restantes, excepto los controles fronterizos.
El 11 de agosto, se detectaron en Auckland cuatro casos de trasmisión comunitaria del COVID-19 en una misma familia con origen desconocido, 102 días después del anterior caso de trasmisión comunitaria. Al mediodía del día siguiente, la región de Auckland subió al nivel de alerta 3, mientras que el resto del país pasó al nivel 2. El 30 de agosto a las 11:59 p. m., Auckland pasó al "Nivel de alerta 2.5", una versión modificada del Nivel de alerta 2 con limitación en reuniones públicas, funerales y bodas. El 23 de septiembre a las 11:59 p. m., Auckland bajó al nivel de alerta 2, después de que el resto de Nueva Zelanda pasara al nivel de alerta 1 el 21 de septiembre a las 11:59 p. m.
El enfoque de Nueva Zelanda a la pandemia ha sido ampliamente elogiado internacionalmente por su rápida y dura acción contra el virus, habiendo completado 1.030.115 pruebas hasta el 18 de octubre de 2020. También se atribuyó a la respuesta del país haber llevado a la primera ministra Jacinda Ardern a una abrumadora mayoría en las Elecciones generales de 2020.

#### Islas Cook
El primer caso detectado en el territorio de las Islas Cook se produjo el 5 de junio de 2021, según información suministrada por el Gobierno local, aclarando que era un ciudadano local que regresó de Auckland, pero se determinó que se trataba de un caso histórico no infeccioso. El 17 de agosto de 2021, las Islas Cook pasaron al nivel de alerta 2, luego de un brote de COVID-19 en Nueva Zelanda. Para el 24 de agosto de 2021, el Ministerio de Salud de Te Marae Ora completó su programa nacional de vacunación contra la COVID-19 para personas de 16 años o más, con el 96,7% de la población elegible completamente vacunada.
El 3 de diciembre de 2021, el gobierno de las Islas Cook confirmó que un niño de diez años había arrojado "positivo débil" en un resultado de prueba COVID-19, después de llegar al territorio. Inicialmente se sospechó que era un caso nuevo, ya que el niño había arrojado negativo antes de partir de Nueva Zelanda. El 5 de diciembre, se determinó que el paciente de diez años era un caso histórico y no infeccioso. A finales de diciembre de 2021, las Islas Cook no informaron de casos positivos y se mantenía libre de COVID-19.
El 13 de febrero de 2022, el Ministerio de Salud de Te Marae Ora registró el primer caso positivo al COVID-19, se trataba de una mujer que había llegado a Rarotonga de vacaciones. Ese mismo día, el gobierno anunció que se estaban preparando para los primeros casos comunitarios, después de que un turista que estuvo en las islas, dio positivo al COVID-19 en Nueva Zelanda. El 15 de febrero de 2022, dos contactos cercanos al primer caso dieron positivo al COVID-19. El 24 de marzo, se informó de un brote de COVID-19 en la prisión de Arorangi. El primer ministro informó que varios presos y personal penitenciario dieron positivo por la variante ómicron; además informó que había un total de 835 casos en el territorio. Hasta el 3 de abril de 2022, las Islas Cook han reportado 2,296 casos positivos y 1,495 recuperados.

#### Niue
Como medida de precaución, el gobierno prohibió la llegada de visitantes de países muy afectados por la pandemia al territorio; posteriormente, la prohibición abarcaría a todas las llegadas, excepto a los residentes de Niue. A partir del 24 de marzo de 2021, los viajeros de Niue pueden reanudar los viajes libres de cuarentena a Nueva Zelanda. Niue comenzó su campaña de vacunación el 1 de junio de 2021. Para el 14 de julio de 2021, el 97% de la población elegible se ha vacunado completamente con la vacuna de Pfizer.
El 9 de marzo de 2022, el primer ministro de Niue, Dalton Tagelagi anunció el primer caso de COVID-19 en el territorio. Se trataba de un pasajero que llegó a la isla de un vuelo desde Nueva Zelanda, y que fue puesto en cuarentena junto a 26 pasajeros del mismo vuelo. El primer ministro Tagelagi pidió calma e instó a los niueanos a trabajar juntos, mantenerse alerta y cumplir con todas las pautas de salud de Covid-19. El 22 de marzo, el gobierno anunció cuatro nuevos casos detectados en la frontera, procedentes de un vuelo desde Nueva Zelanda. El 28 de marzo, se detectaron dos nuevos casos en la frontera del mismo vuelo del 22 de marzo. La cifra de casos confirmados se elevaba a 7.

#### Tokelau
A inicios de 2020, Tokelau prohibió el desembarco de barcos que lleguen de países afectados por la COVID-19. El 19 de marzo de 2020, se suspendieron todos los viajes entrantes, excepto para los residentes de Tokelau.
El 19 de julio de 2021, el buque de guerra de la Marina Real de Nueva Zelanda HMNZS Wellington entregó 120 viales de la vacuna de Pfizer-BioNTech contra la COVID-19 al atolón Nukunonu de Tokelau, lo que es suficiente para vacunar a 720 personas.
El 21 de diciembre de 2022, Tokelau notificó sus primeros casos de COVID-19.

### Palaos
El presidente de Palaos, Thomas Remengesau, Jr., emitió una orden ejecutiva que suspendía todos los vuelos desde China, Macao y Hong Kong del 1 al 29 de febrero de 2020. En marzo, las fronteras del país estaban cerradas. Finalmente, el presidente suspendió los viajes a Palaos. En abril, se impuso una cuarentena a todos los viajeros durante 14 días para evitar la propagación del COVID-19.
Un año después, el 1 de abril de 2021, Palaos y Taiwán establecieron "una burbuja de viaje", lo que permitió a las personas viajar entre los dos países, con restricciones. El 31 de mayo de 2021, Palaos registró su primer caso de COVID-19. El presidente Surangel Whipps Jr. dijo que el paciente tenía un bajo riesgo de infectar a otros y que los contactos cercanos habían arrojado resultados negativos en las pruebas. Además, destacó que la mayoría de la población había sido vacunada contra el SARS-CoV-2. Pruebas posteriores, indicaron que el paciente era un caso histórico y no infeccioso. El 11 de junio de 2021, se reportó un 2° caso importado de COVID-19 en el territorio que fue considerado histórico y no infeccioso. Estos dos casos no fueron incluidos en el recuento oficial de casos confirmados del país por considerarse históricos.
El 21 de agosto de 2021, el Ministerio de Salud de Palaos registra 2 casos positivos de COVID-19 en el país, procedentes de Guam. Los casos detectados fueron puestos en cuarentena. El 10 de septiembre se registró un tercer caso confirmado de un vuelo de 93 pasajeros que llegó el 5 de septiembre a Palaos. El 15 de septiembre, 2 contactos cercanos al tercer caso dieron positivo al COVID-19 elevando el número de casos confirmados a 5. El 8 de octubre, Palaos registra 3 casos más de COVID-19, procedentes de un vuelo que arribó el 3 de octubre. Para el 18 de octubre, los 8 casos confirmados en el país se habían recuperado. El 27 de diciembre se registran dos nuevos casos y el 1 de enero de 2022, 3 contactos cercanos dan positivo al COVID-19.
Posteriormente, el gobierno de Palaos informa de más pruebas positivas en el transcurso de los días. Para el 10 de enero de 2022, el Ministerio de Salud informa del primer caso de transmisión comunitaria. Hasta el 3 de abril de 2022, se han confirmado 4,042 casos, 6 fallecidos y 3,721 recuperados.

### Papúa Nueva Guinea
Se confirmó que el virus había llegado a Papúa Nueva Guinea el 20 de marzo de 2020. El caso era un hombre de 45 años que había viajado recientemente a España. El 7 de abril, se confirma un segundo caso, una mujer de 40 años de la provincia de East New Britain. El 16 de abril, el gobierno de PNG anunció 5 nuevos casos y para el 23 de abril de 2020, se informa un total de 8 casos positivos al COVID-19. El secretario interino de salud, Dr. Paison Dakulala, informó el 4 de mayo que todos los casos se habían recuperado, pero enfatiza que no saben contra qué están luchando. Para el 26 de junio de 2020, los casos se elevaron a 11. El 16 de julio de 2020, el gobierno registra 4 nuevos casos, que provienen del personal del laboratorio principal que analiza el virus. Tras el aumento de casos de COVID-19 en el país, el gobierno confirma la extensión de la transmisión comunitaria e insta a los residentes de la capital a usar mascarillas.
El 7 de agosto de 2020, se confirmó el primer caso de COVID-19 en la Región Autónoma de Bougainville. El paciente era un estudiante universitario de 22 años que regresó al aeropuerto de Buka desde Port Moresby. En marzo de 2021, el presidente de la Cámara de Representantes de Bougainville, Simon Pentanu, confirmó que le habían diagnosticado COVID-19 y había comenzado 14 días de auto cuarentena. El 20 de abril de 2021, Bougainville confirmó su primera muerte por COVID-19. Además, las autoridades sanitarias confirmaron que hubo un total de 284 casos confirmados en la Región Autónoma de Bougainville, de los cuales 254 casos se habían recuperado.
El 21 de abril de 2021, el número total de casos confirmados en Papúa Nueva Guinea superó los 10,000. El controlador de respuesta a la pandemia, David Manning, describió una "etapa crítica" en la lucha contra el brote e instó a los ciudadanos a cumplir con las medidas de control de la pandemia. A mediados de diciembre de 2021, los expertos advirtieron que, debido a la bajísima tasa de vacunación, el país podría convertirse en un caldo de cultivo para una nueva mutación del coronavirus.
Hasta el 3 de abril de 2022, se han confirmado 42,203 casos y 640 fallecidos en Papúa Nueva Guinea; mientras que, en la Región Autónoma de Bougainville se confirmaron 1,167 casos y 17 fallecidos.

### Reino Unido

#### Islas Pitcairn
Como medida de precaución, todos los servicios de pasajeros a las islas han sido suspendidos. Toda la población del territorio fue vacunada en mayo de 2021, con vacunas que llegaron por barco desde Nueva Zelanda. En marzo de 2022, las Islas Pitcairn reabrieron su frontera a los viajes internacionales. El servicio regular de pasajeros con la Polinesia Francesa se reanudó el 5 de julio de 2022.
El 16 de julio de 2022, las Islas Pitcairn informaron su primer caso de COVID-19.

### Samoa
El primer caso positivo al COVID-19 detectado en Samoa se produjo el 18 de noviembre de 2020; el caso era un marinero que había regresado de Auckland, Nueva Zelanda, la semana anterior. Posteriormente, el marinero dio negativo para COVID-19 en una segunda y tercera prueba. El 27 de noviembre, se anunció otro caso positivo al COVID-19, se trataba de un hombre de 70 años que había viajado desde Auckland y estaba en el mismo vuelo de repatriación que el primer caso. Para el 30 de noviembre, el caso fue considerado histórico y no infeccioso, junto al primer caso y ambos se consideraron recuperados el 10 de diciembre. A inicios de 2021, Samoa se mantenía libre de COVID-19 y restringió la entrada a viajeros provenientes de 13 países.
El 13 de febrero de 2021, se reportó un caso de COVID-19 en la frontera, el gobierno dijo que se trataba de un pasajero masculino de 16 años que llegó de EE. UU., era asintomático y gozaba de buena salud. El 13 de diciembre de 2021, se registra un segundo caso positivo al COVID-19 de un vuelo, procedente de Fiyi, que llegó al país hace cuatro días. Samoa registraba oficialmente 2 casos confirmados de COVID-19: (1°caso) el joven de 16 años que dio positivo a mediados de febrero y que se encontraba recuperado; y un (2°caso) registrado el 13 de diciembre. Los otros casos registrados en noviembre de 2020, fueron descartados por considerarse históricos.
El 20 de enero de 2022, el gobierno registró 10 casos positivos en un grupo de repatriación que llegaron al país desde Brisbane, Australia. El jefe de Salud del gobierno aseguró que todos los casos confirmados eran asintomáticos. Además, el segundo caso que había dado positivo al COVID-19 el mes pasado, se había recuperado hace unas semanas. El 21 de enero, se registró 5 casos más, que eran del mismo vuelo de repatriación, proveniente de Brisbane. Al día siguiente, la primera ministra Fiame Naomi Mata'afa, anunció un confinamiento en el país a partir de las 6 p. m. El 25 de enero, el gobierno registró 5 casos entre trabajadores de primera línea que atendían y monitoreaban a los otros pacientes que habían resultado positivo y otros 6 pasajeros del mismo vuelo que dieron positivo al COVID-19, elevando la cifra de casos activos a 26. El 26 de enero, se reporta un caso más, elevando la cifra de casos activos a 27. El mismo día, el gobierno confirma la presencia de la variante ómicron y delta en los casos reportados. El 30 de enero, se registraron 3 nuevos casos; además el gobierno informó que se había levantado el bloqueo tras confirmarse que no había transmisión comunitaria en el país. Tras una nueva jornada de pruebas realizada a inicios de febrero, se reporta un nuevo caso en aislamiento controlado, elevando la cifra de casos activos a 31. El gobierno de Samoa anunció que el total de casos confirmados por COVID-19 en el país era de 33. El 24 de febrero se anunció la recuperación de todos los pasajeros del vuelo de Brisbane que dieron positivo al COVID-19; sin embargo, los 5 trabajadores de primera línea, que también tuvieron pruebas positivas, se encontraban aislados y asintomáticos. El 7 de marzo de 2022, el Ministerio de Salud confirmó 8 nuevos casos en cuarentena y aislamiento controlado. Estos pacientes formaban parte de los 172 pasajeros que llegaron a Samoa en un vuelo de repatriación el 6 de marzo desde Nueva Zelanda. El 10 de marzo, se anunció 4 nuevos casos entre pasajeros del mismo vuelo de repatriación del 6 de marzo. El 12 de marzo, se informó de un nuevo caso positivo y en aislamiento controlado. Este caso era un trabajador de salud que formó parte del equipo que realizó las pruebas a los pasajeros del vuelo de repatriación del 6 de marzo. El 13 de marzo, se identificó 2 nuevos casos, contactos cercanos al trabajador de salud que dio positivo el día anterior. El número de casos activos en Samoa es de 15, desde que llegó el vuelo del 6 de marzo. El 17 de marzo de 2022, el gobierno informó de un caso comunitario y comenzó la primera etapa de un cierre nacional. Para el 18 de marzo, se registró 11 casos comunitarios en varios sitios de pruebas en el país. El mismo día, la primera ministra anunció 34 nuevos casos, elevando el número de casos comunitarios a 45. El 19 de marzo, el gobierno anunció que desde el primer caso de transmisión comunitaria se han confirmado 96 casos comunitarios. El total de casos activos en el país se elevó a 111, incluyendo los 15 casos importados del vuelo de repatriación del 6 de marzo y los 96 casos comunitarios. El 20 de marzo, se registró 85 nuevos casos comunitarios, elevando el número de casos activos de COVID-19 en Samoa a 196. El 31 de marzo se informó que más de 100 policías y personal civil de Samoa habían dado positivo al COVID-19. El mismo día, el ministerio de salud de Samoa anunció la primera muerte por COVID-19 en el país.  El 1 de abril se confirmó la presencia del sub-linaje BA.1 de la variante ómicron en el país; además de 4 casos fronterizos que llegaron a Samoa desde un vuelo de Nueva Zelanda el 29 de marzo. Hasta el 3 de abril de 2022, se han confirmado 2,499 casos, 2 fallecidos y 927 recuperados.

### Tonga
El primer caso de COVID-19 en el país fue confirmado el 29 de octubre de 2021. Se trató de un pasajero proveniente de Nueva Zelanda en un vuelo de repatriación. El caso se había recuperado el 17 de noviembre, después de que diera negativo en otras pruebas. El 1 de febrero de 2022, el primer ministro de Tonga Siaosi Sovaleni y el ministro de salud, Saia Piukala, confirmaron que se había detectado dos casos positivos en el muelle de Nukualofa, ambos trabajadores habían estado presentes en la entrega de la ayuda humanitaria por la Erupción del Hunga Tonga. El gobierno confirmó la transmisión comunitaria y el país entró en un bloqueo total a partir de las 6 p. m. del 2 de febrero. El 10 de febrero, los casos positivos siguen aumento y se confirma la presencia de la variante ómicron en el reino. El 14 de febrero, se informa de 139 casos activos y que el brote del virus había alcanzado el penal del Hu'atolitoli. El 14 de marzo, el primer ministro de Tonga, Siaosi Sovaleni dio positivo al COVID-19, a medida que los casos en el país superan los 900. Para el 29 de marzo, se había registrado seis muertes por COVID-19 en el reino. Hasta el 3 de abril de 2022, se han confirmado 7,127 casos, 9 muertes y 4,550 recuperados.

### Tuvalu
Alrededor del 26 de marzo de 2020, el gobernador general interino declaró el estado de emergencia en el país. Como medida de precaución, los visitantes no podrán aterrizar sin antes pasar 14 días de aislamiento en un tercer estado aprobado. El 2 de noviembre del 2021, Nueva Zelanda registra que un viajero, procedente de Tuvalu, había dado positivo al Covid-19 en Auckland. El resultado de esta prueba alarmó a la población de Tuvalu, creyendo que ya existía un brote del virus. Pruebas posteriores realizadas al viajero en Nueva Zelanda arrojaron negativo, considerando que la primera prueba fue un falso positivo; por lo cual, el Ministerio de Salud de Tuvalu ha asegurado a la población de que el país se encuentra libre de COVID-19.
El 19 de mayo de 2022, el primer ministro interino de Tuvalu, Minute Alapati Taupo anunció 3 casos positivos al COVID-19 en las instalaciones de cuarentena fronterizas de Tuvalu con otros 3 casos sospechosos. Todos los casos están confinados en cuarentena fronteriza.

### Vanuatu
El primer caso de COVID-19 en el país se registró el 10 de noviembre de 2020. Se trataba de un hombre que había viajado a Vanuatu desde Estados Unidos, vía Sídney y Auckland. El hombre llegó al territorio el 4 de noviembre y tras dar positivo fue puesto en cuarentena controlada el 11 de noviembre; el caso era asintomático. El 2 de diciembre, se anunció la recuperación del primer caso confirmado. El 6 de marzo de 2021, el primer ministro Bob Loughman  anunció 2 nuevos casos, elevando el total de casos confirmados a 3. El 19 de abril de 2021, el primer ministro Bob Loughman informó que se había encontrado el cuerpo de un marinero filipino en las costas de Port Vila y que dio positivo al COVID-19 post mortem; no se confirmó si el marinero falleció por COVID-19 u otra causa. El gobierno de Vanuatu no consideró el caso del marinero filipino en sus reportes de actualización de COVID-19; ya que, no se aclaró si había fallecido por esta enfermedad y hasta el 12 de julio de 2021, registraba oficialmente 3 casos que se habían recuperado. Sin embargo, otros medios de recopilación de estadísticas COVID-19, consideraron al marinero filipino como la primera muerte por COVID-19 en el país. El 24 de octubre de 2021, dos pasajeros que habían llegado a Port Vila desde Numea, Nueva Caledonia; dieron positivo por COVID-19 mientras estaban en cuarentena, dos días después de su llegada. Para el 8 de noviembre, se confirmó que ambos casos tenían la variante delta y el 5 de diciembre se informó que los dos pasajeros se habían recuperado.
El 13 de diciembre de 2021, Vanuatu detecta dos casos fronterizos, uno procedente de Fiyi y el otro de Australia. Y para el 23 de diciembre, ambos casos se habían recuperado, dejando a Vanuatu libre de COVID-19 otra vez, con 7 casos confirmados, todos recuperados. El 17 de febrero de 2022, el gobierno informa que se ha detectado 4 casos más, positivos al COVID-19, un caso procedente de Australia y 3 casos de Nueva Caledonia. El 20 de febrero, el Ministerio de Salud confirma 4 nuevos casos positivos, ascendiendo a 8 el total de casos activos en el país. El 24 de febrero se registran 3 nuevos casos. El 4 de marzo de 2022, se confirmó un caso en el Hospital Central de Port Vila; el gobierno anunció que el caso detectado indicaba el inicio de la transmisión comunitaria en el país. Efate y las islas en alta mar subieron al nivel de alerta 3. El 9 de marzo, el ministerio de salud registró 35 nuevos casos. El 31 de marzo, el ministerio de salud confirmó las 2 primeras muertes relacionadas con la COVID-19, además se registró 3,128 casos desde inicios de 2022. Hasta el 3 de abril de 2022 se han confirmado 4,237 casos, 2 fallecidos y 1,647 recuperados.